# Stazione di Yōga
La stazione di Yōga (駒沢大学駅?, Yōga-eki) è una stazione ferroviaria di Tokyo che si trova a Setagaya e serve la linea Tōkyū Den-en-toshi.

## Linee
Tōkyū Corporation
● Linea Tōkyū Den-en-toshi

## Struttura
La stazione è realizzata in sotterranea, con due marciapiedi laterali che servono due binari passanti.
| 1 | ● Linea Tōkyū Den-en-toshi | per Futako-Tamagawa, Nagatsuta e Chūō-Rinkan                                   |
| 2 | ● Linea Tōkyū Den-en-toshi | per Shibuya e, via linea Hanzōmon, Oshiage e, via linea Tōbu Isesaki, Kasukabe |

## Stazioni adiacenti
| «                                 | Servizio                 | »                        |
| Linea Tōkyū Den-en-toshi          | Linea Tōkyū Den-en-toshi | Linea Tōkyū Den-en-toshi |
| --------------------------------- | ------------------------ | ------------------------ |
| Sakura-Shimmachi                  | Locale Semirapido        | Futako-Tamagawa          |
| Tutti gli altri treni non fermano |                          |                          |